# グベルニヤ (ビールメーカー)

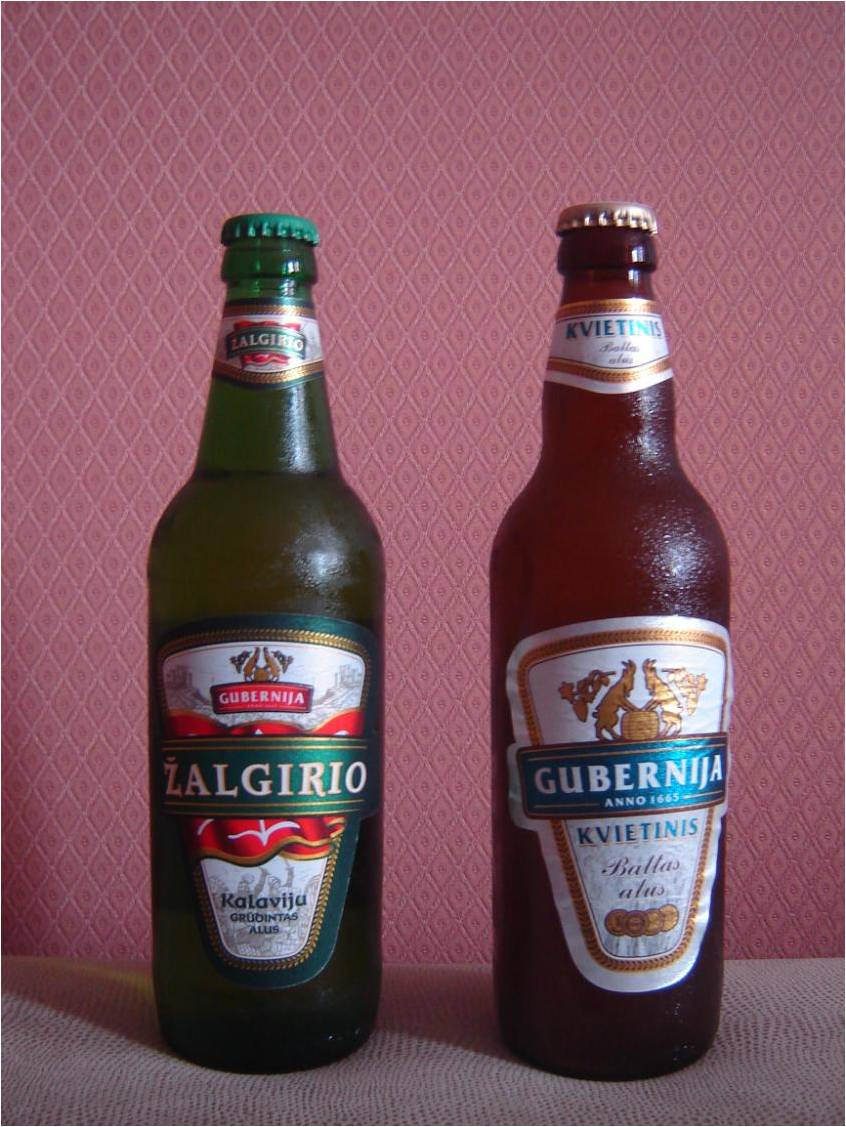
グベルニヤの瓶

グベルニヤ（リトアニア語: Gubernija）は、リトアニア・シャウレイのビール会社。1665年創業。リトアニアの他のビール会社と異なり、独自にパブを有している。なお、「グベルニヤ」はロシア帝国における「県」を意味する（「グベールニヤ」を参照）。
1999年に民営化された。社長はロムアルダス・ドゥナウスカス (Romualdas Dunauskas) 。